# دوري كرة القدم الماليزي الممتاز 2005–06
دوري كرة القدم الماليزيي الممتاز 2005–06 هو موسم من دوري كرة القدم الماليزيي الممتاز ‏. فاز فيه نادي كيدا دارول أمان.